# Oğuzhan Koç

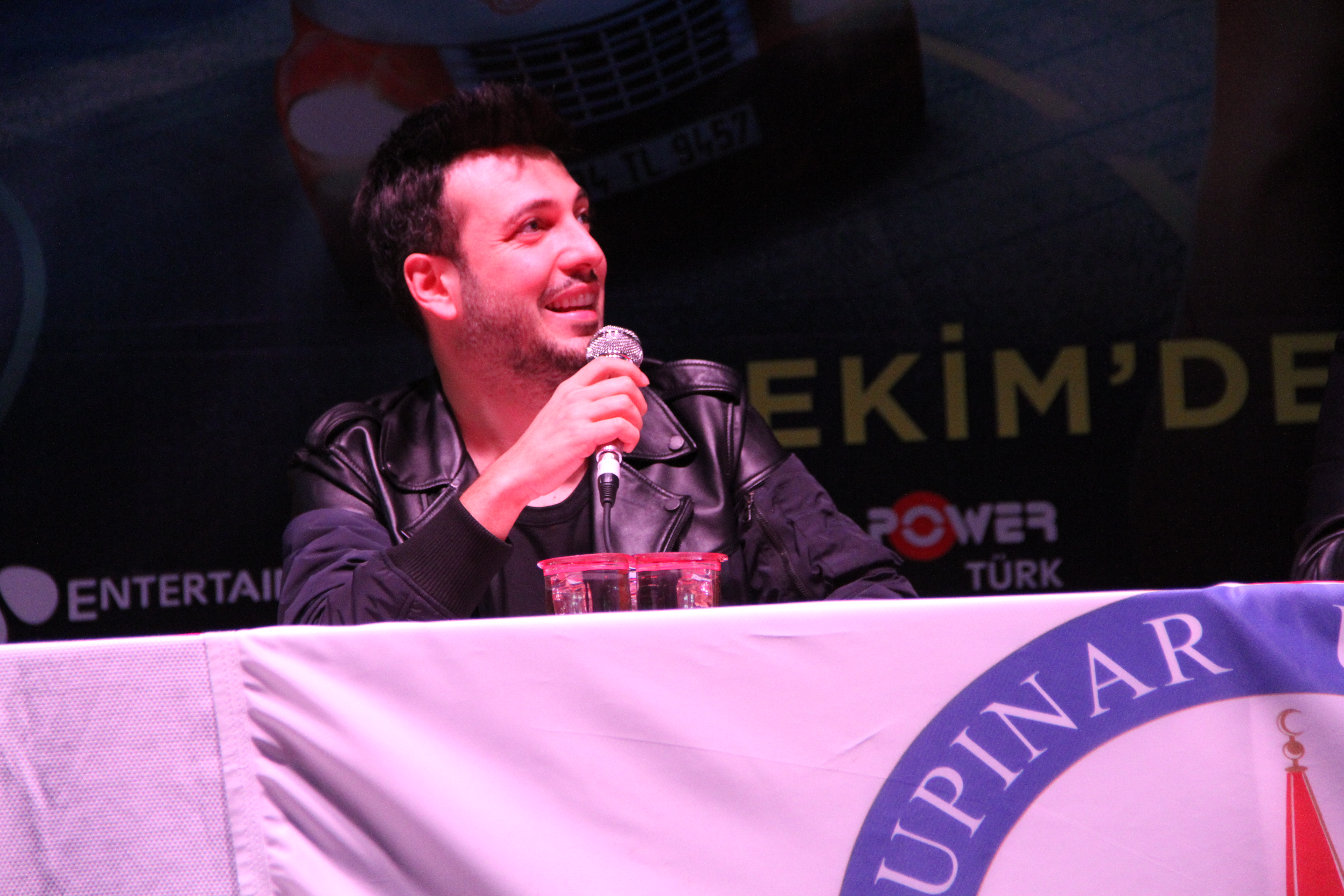
Oğuzhan Koç (2018)

Oğuzhan Koç (* 13. Mai 1985 in Erzincan) ist ein türkischer Popmusiker, Songwriter und Filmschauspieler.

## Karriere
Seine Musikkarriere begann im Jahr 2009 mit der Single Giden Günlerim Oldu, eine Kollaboration mit Gülben Ergen. Er spielte erstmals in einem größeren Film, der Komödie Neşeli Hayat, eine kleine Nebenrolle. Sein Debütalbum Ben Hala Rüyada wurde Ende 2013 veröffentlicht. Seitdem hat Oğuzhan Koç eine Reihe von Songs auf den Markt gebracht.
Im Jahr 2014 gewann er einen Altın Kelebek Award in der Kategorie Bester Newcomer. 2017 spielte er die Hauptrolle in der Istanbul-Komödie Yol Arkadaşım, welche im folgenden Jahr eine Fortsetzung erhielt. Das zweite Album Ev erschien im Januar 2020. Es besteht neben fünf neuen Songs zum Großteil aus Akustikversionen früherer Musikaufnahmen.
Seit 2021 ist er ein Jurymitglied der türkischen Castingshow O Ses Türkiye, der türkischen Version von The Voice.

## Diskografie

### Alben
- 2013: Ben Hala Rüyada
- 2020: Ev

### Singles
| - 2007: Gül Ki Sevgilim - 2009: Giden Günlerim Oldu (mit Gülben Ergen) - 2013: Ayy (Ben Hala Rüyada) - 2014: Her Aşk Bir Gün Biter - 2015: Gitsem Diyorum - 2015: Yüzük - 2015: Aşkla Aynı Değil (mit Gülben Ergen) - 2016: Bu Yol Uzar - 2016: Bulutlara Esir Olduk - 2016: Berhudar Olmak Zor - 2017: Küsme Aşka - 2017: Aşinayız (mit Murat Dalkılıç) - 2017: Vermem Seni Ellere - 2018: Cimri Sevgilim - 2018: Çat Kapı - 2018: Beni İyi Sanıyorlar - 2018: Takdir-i İlahi - 2018: Yaradana Yalvartma - 2019: Sükut-u Hayal - 2020: Hesabıma Yazıyor - 2020: Yok Sanayım - 2020: Aşk Dediğin | - 2020: Kendime Sardım - 2020: Heyecandan - 2020: Küskün - 2021: Hepsi Geçiyor - 2021: Deli Divane - 2021: Gözlerden Irak (mit İbrahim Başaran) - 2021: Bence De Zor - 2021: Yoksa Yasak (mit Arem Ozguc & Arman Aydin) - 2021: Aşkın Mevsimi - 2022: Aşk Beni Yendi - 2022: Yalanı Bırak (mit Sakiler) - 2022: Kimseler Bulamasın Bizi - 2023: Yok - 2023: Yok mu? - 2023: Bi Başıma (mit Çağrı Telkıvıran) - 2023: Engeli Kaldır - 2024: Bi Şey Eksik - 2024: Sen de Söyle - 2025: Eylül (mit Salman Tin; Original: Hamid El Shaeri – Ouda) - 2025: Bi Mani Yoksa - 2025: Geçsin Yıllar (mit Merve Özbey) |

Quelle:

### Songwriting (Auswahl)
- 2014: Bu Nasıl Aşk (von Murat Dalkılıç)
- 2020: Her Mevsim Yazım (von Zeynep Bastık)
- 2020: Bir Daha (von Zeynep Bastık)

## Filmografie (Auswahl)

### Filme
- 2009: Neşeli Hayat
- 2010: Çok Filim Hareketler Bunlar
- 2017: Yol Arkadaşım
- 2018: Yol Arkadaşım 2
- 2023: Özür Dilerim

### Serien
- 2015: Bana Baba Dedi
- 2018: Jet Sosyete
- 2021: İlginç Bazı Olaylar

## Auszeichnungen
- 2014: Altın Kelebek Award in der Kategorie Bester Newcomer
- 2014: Kral Türkiye Müzik Award in der Kategorie Bester Newcomer